# Europa Cup (korfbal) 1977
De Europacup korfbal 1977 was de 11e editie van dit internationale korfbaltoernooi. 
Het deelnemersveld bestond in deze editie uit 5 teams; 2 uit Nederland, 2 uit België en 1 uit Duitsland. In deze editie geen Britse deelname, zoals wel in de eerdere edities het geval was.
In deze editie waren er enkel poule-wedstrijden en geen verdere afwikkeling.

## Deelnemers
Poule
| Club          | Plaats         |
| ------------- | -------------- |
| PKC           | Papendrecht    |
| Ons Eibernest | Den Haag       |
| Kwik          | Merksem        |
| Riviera       | Antwerpen      |
| Adler Rauxel  | Castrop-Rauxel |

## Het Toernooi

### Poulefase Wedstrijden
| Thuisploeg    |   | Uitploeg      | Uitslag |
| ------------- | - | ------------- | ------- |
| Kwik          | - | Riviera       | 4-6     |
| Adler Rauxel  | - | Ons Eibernest | 1-9     |
| PKC           | - | Kwik          | 6-4     |
| Riviera       | - | Adler Rauxel  | 4-0     |
| Ons Eibernest | - | PKC           | 4-5     |
| Adler Rauxel  | - | Kwik          | 1-5     |
| Ons Eibernest | - | Riviera       | 2-6     |
| PKC           | - | Adler Rauxel  | 11-0    |
| Kwik          | - | Ons Eibernest | 5-4     |
| Riviera       | - | PKC           | 5-4     |

| Kampioen EuropaCup 1977 |
| ----------------------- |
| Riviera Eerste titel    |

## Eindklassement
| Positie | Club          |
| ------- | ------------- |
| Goud    | Riviera       |
| Zilver  | PKC           |
| Brons   | Kwik          |
| 4       | Ons Eibernest |
| 5       | Adler Rauxel  |